# La súplica de l'amant
La súplica de l'amant (títol original: All Forgotten; Lover's Prayer als Estats Units) és una pel·lícula anglo-estatunidenca de Reverge Anselmo estrenada l'any 2001, on Kirsten Dunst encarna la jove Zinaida. Ės una adaptació de la novel·la Primer Amor de l'autor rus Ivan Turguénev. Ha estat doblada al català.

## Argument
Al començament de l'estiu de 1833, Vladimir Petrovitch, amb setze anys, prepara sense zel excessiu els seus exàmens d'entrada a la universitat a la propietat dels seus pares, no lluny de Moscou. Cau perdudament enamorat de Zinaida, jove de vint-i-un anys d'una singular bellesa, a qui observa de darrere la tanca que separa el seu jardí del parc. És de fet la seva veïna instal·lada fa poc a la casa contigua i que viu allà amb la seva mare, la princesa Zassekine, arruïnada i reduïda a una existència miserable.
La jove reuneix freqüentment a casa d'ella una pila d'admiradors amb qui es diverteix posant-los gelosos o empenyent-los a cometre multitud de ximpleries. Troba un dia el pare de Vladimir, un home seductor i autoritari. Sucumbeix al seu encant i acaben alguns dies més tard per citar-se al jardí, una nit.
Vladimir, que els ha espiat, es torna boig de rabia comprovant la terrible veritat. Només després d'haver tornat als seus estudis arribarà a curar d'aquesta lesió i a desfer-se de l'encanteri d'aquesta passió devastadora. Pel que fa a Zenaida i al seu pare, són tots dos copejats per una sort tràgica: la primera - que s'ha casat - mor durant el part i el segon en un atac cardíac, deixant al seu fill una última carta a la qual l'exhorta a guardar-se de l'amor.

## Repartiment
- Kirsten Dunst
- Julie Walters
- Geraldine James
- Nathaniel Parker
- Nick Stahl

## Nominacions
- Kirsten Dunst ha estat candidata als premis DVD Exclusive pel seu paper.